# موریس گرویس
موریس گرویس
موریس گرویس (به فرانسوی: Maurice Grevisse)، دستورنویس برجستهٔ زبان فرانسه اهل بلژیک، متولد ۷ اکتبر ۱۸۹۵، درگذشته ۴ ژوئیه ۱۹۸۰. نام او امروزه مُعرف کتاب جامع دستور زبان فرانسه او با عنوان کاربرد خوب (کتاب) ((به فرانسوی: Le Bon Usage)) است.

## زندگی‌نامه
موریس گرویس در سال ۱۹۱۵، پس از فارغ‌التحصیلی از مدرسه عالی کارلسبور، معلم زبان فرانسه شد و به موازات آن به تنهایی زبان‌های لاتین و یونانی را آموخت. سپس برای تکمیل تحصیلات عالی خود وارد دانشگاه لیئژ (به فرانسوی: Liège) شد و در سال ۱۹۲۵در رشته فیلولوژی یا متن‌شناسی کلاسیک به کسب مدرک دکتری نایل آمد. او در حین تدریس دستور زبان فرانسه متوجه شد که خیلی از کتاب‌های موجود پاسخگوی نیاز مدرسان و نویسندگان نیست. از این رو به نگارش کتاب جامع (به فرانسوی: Le Bon Usage) اقدام کرد. چند ناشر معروف پس از مشاهدهٔ نسخه دستنویس کتاب، آن را رد کردند ولی گرویس مأیوس نشد. عاقبت در ۱۹۳۶، ناشری کوچک از شهر ژامبلو این اثر را منتشر کرد. کتاب جامع دستور زبان او به سرعت در فرانسه مورد اقبال قرار گرفت و دیری نگذشت به چاپهای بعدی رسید. برای مثال آندره ژید آن را بهترین کتاب دستور زبان فرانسه خطاب کرد.
گرویس در سال ۱۹۴۶، از طرف فرهنگستان فرانسه مدال طلا گرفت و در ۱۹۷۱ مفتخر به دریافت نشان لیاقت لژیون دونور شد. او در ۴ ژوئیه ۱۹۸۰ درگذشت و همهٔ امور مربوط به کتابش را به دامادش آندره گوس (به فرانسوی: André Goosse) واگذار کرد.
دلیل مهم اقبال این کتاب و به تبع آن شهرت نویسنده، تغییرات مستمر و به‌روزرسانی مطالب کتاب بر اساس آخرین دستاوردهای علم زبان‌شناسی و دستور زبان است. برای نمونه گرویس نخستین دستورنویسی بود که اعلام کرد وجه شرطی در زبان فرانسه وجود ندارد و آنچه به‌طور سنتی در کتاب‌های گرامر فرانسه ذکر شده‌است پایه علمی ندارد زیرا در بخشی از جمله می‌آید که متضمن شرط نیست، لذا باید آن‌ها را به عنوان زمان‌های وجه اخباری در نظر گرفت. بنابر نظر او، زمان شرطی حال قابل قیاس با آینده ساده و زمان شرطی گذشته قابل قیاس با آینده مقدم است. این تعریف جدید برای اول بار در ایران، در ۱۳۸۳، در کتاب درسی «دستور زبان فرانسه (فعل)» از انتشارات دانشگاهی سمت منعکس شده‌است.

## آثار
- کاربرد خوب (کتاب) (Le Bon Usage): چاپ اول ۱۹۳۶، یازده چاپ متوالی در طول حیات مؤلف. چاپهای بعدی زیر نظر آندره گوس: چاپ دوازدهم با تجدید نظر قابل‌ملاحظه در ۱۹۸۶ شابک ‎۲−۸۰۱۱−۰۵۸۸−۰، چاپ سیزدهم در ۱۹۹۳، چاپ چهاردهم با تجدیدنظر کلی در ۲۰۰۷ شابک ‎۹۷۸−۲−۸۰۱۱−۱۴۰۴−۹ و چاپ پانزدهم در ۲۰۱۱ شابک ‎۹۷۸−۲−۸۰۱۱−۶۴۲۵−۹−۹. این اثر به صورت آنلاین نیز در دسترس است.[۲]

موریس گرویس سوای کتاب جامع فوق، آثار زیر را نیز که همه مربوط به دستور زبان فرانسه است، در کارنامه خود دارد.
- (Précis de grammaire française (1939
- (Exercices sur la grammaire française (1942
- (Cours de dictées (1944
- (Le Français correct (1973
- (Savoir accorder le participe passé (۱۹۷۵
- (Quelle préposition ? (1977
- (La force de l'orthographe (1982
- (Nouvelle grammaire française (1982

## پانوشت‌ها
1. ↑  دستور زبان فرانسه (فعل)/ محمدجواد کمالی، انتشارات سمت، چاپ چهارم، ۱۳۹۳، ص ۱۵۲–۱۶۳
2. ↑  http://www.lebonusage.com/login